# Przodozgryz
Przodozgryz – odstępstwo od zgryzu prawidłowego mogące dotyczyć zarówno samych zębów jak i całych szczęk. Ważne jest ustalenie, czy szczęka i żuchwa są normalnie rozwinięte, czy też występują odstępstwa od normy (np. połączenie makrogenii – zbyt dużej żuchwy z mikrognacją – niedorozwiniętą szczęką górną). Prawie we wszystkich przypadkach przodozgryz wymaga leczenia, gdyż zaburza funkcje gryzienia i żucia, może przyczynić się do wystąpienia chorób przyzębia i zaburzeń czynności stawu skroniowo-żuchwowego, a także dlatego, że od osiągnięcia pewnego wieku można go korygować już tylko chirurgicznie.

## Inne wady zgryzu
- tyłozgryz
- tyłożuchwie
- przodożuchwie
- zgryz głęboki
- zgryz otwarty
- zgryz prosty
- zgryz krzyżowy
- zgryz przewieszony

Przeczytaj ostrzeżenie dotyczące informacji medycznych i pokrewnych zamieszczonych w Wikipedii.